# Ludwig Spach
Ludwig Adolf (Louis Adolphe) Spach, född den 27 september 1800 i Strassburg, död där den 16 oktober 1879, var en elsassisk historieskrivare, bror till Eduard Spach.
Spach vistades 1823-40 som privatlärare och skriftställare i Paris, Rom och Schweiz och blev 1840 departementsarkivarie i departementet Bas-Rhin. Han var därjämte 1840-54 prefektens sekreterare och bibehöll även efter den tyska erövringen sin föreståndarplats för arkivet i Strassburg, varjämte han innehade en honorarieprofessur vid Strassburgs universitet. Såväl under den franska som under den tyska tiden inlade Spach stora förtjänster om förmedlingen mellan fransk och tysk kultur i sin hembygd. 
Bland Spachs skrifter märks de samtidshistoriskt värdefulla sederomanerna Henri Farel (2 band, 1834; på 1870-talet omarbetad på tyska) och Roger de Manesse (1849), vilka han utgav under pseudonymen Louis Lavater, Oeuvres choisies (5 band, 1863-71; en samling litteraturkritiska essayer och biografier över elsassare) samt de historiska arbetena Histoire de la Basse-Alsace et de la ville de Strasbourg (1859) och Moderne Kulturzustände in Elsass (3 band, 1873).